# Río Yarmuk
El río Yarmuk (en árabe: نهر اليرموك‎, Nahr Al-Yarmuk; en hebreo: נהר הירמוך‎, Nahar HaYarmukh) es un río de Oriente Medio cuyo curso fluye por Jordania, Siria e Israel. Es el mayor afluente del río Jordán. 

## Geografía
Con unos 140 km de largo, nace a casi 1700 metros de altitud en los Montes Druzos, en la meseta de Haurán, en el sur de Siria, para terminar confluyendo con el río Jordán en el área de Baqura/Naharayim a -200 m de altitud. En la mayor parte de su recorrido, el río Yarmuk forma la frontera entre Siria al norte y Jordania al sur, y cerca del valle del Jordán hace de frontera entre Israel y Jordania.  Es la frontera sur de los Altos del Golán.
Es el principal tributario del Jordán entre el mar de Galilea y el mar Muerto, siendo el río Zarqa el segundo en importancia. En ese tramo, el Yarmuk proporciona aproximadamente el 50 % del caudal del río Jordán.
Su mayor afluente es el Wadi Ruqqad que fluye desde Siria. Por el lado de Jordania, sus principales afluentes son unos uadis de curso irregular, parecido al de las ramblas: Wadi al Shallalah, Wadiar Raggad, Wadi Al Showmar, Al Ghadir Al Abyad y Shaqq al Barid.
Tenía un caudal de 475 millones de m³ al año a finales del siglo XX, que desde entonces se ha reducido notablemente, perdiendo hasta 85 % de su caudal a pesar de los acuerdos entre países ribereños.
Aproximadamente 80 % de su cuenca, de 7000 km², se halla en Siria, incluidos los Altos del Golán, ocupados por Israel desde 1967. El 19,7 % de la cuenca se encuentra en Jordania y el 0,3 % en Israel, excluyendo el Golán occupado.
El río Yarmuk es la principal fuente de agua del Canal Rey Abdullah que fue construido por Jordania en la década de 1960, y que bordea el río Jordán por su ribera oriental.

## Infraestructuras
De acuerdo con el Tratado de paz israelí-jordano firmado en 1994, en 1999 finalizaron las obras de construcción de la pequeña presa de derivación de Adassiyeh en la frontera entre ambos países, para aumentar el flujo de agua del Yarmuk desviado hacia el canal Rey Abdullah en Jordania y hacia el Mar de Galilea en Israel.
Construida entre 2003 y 2008, la presa de Al-Wehda, situada sobre el río Yarmuk en la frontera entre Jordania y Siria, tiene un impacto clave en reducir la falta de agua en ambos países.

## Historia
La importante batalla de Yarmuk, en la que los musulmanes derrotaron al Imperio bizantino, tuvo lugar al sur del río en 636.
En la época del Imperio Otomano, la línea de ferrocarril del Valle de Jezreel, que era una rama hacia Haifa del ferrocarril del Hiyaz, tenía un puente sobre el río Yarmuk, construido en los primeros años del siglo XX. De 130 metros de largo y a 20 metros de altura sobre el río, consistía en tres cerchas de acero y tres arcos de piedra en su lateral izquierdo. Sufrió un sabotaje durante la Primera Guerra Mundial, en 1917, llevado a cabo bien por las fuerzas otomanas en su retirada, o por fuerzas judías en protesta contra el acuerdo Sykes-Picot. Fue reconstruido entre 1918 y 1922 por la Canadian Bridging Company. La noche del 16 al 17 de junio de 1946, durante el Mandato Británico de Palestina, la organización paramilitar judía Haganá voló el puente en la Operación Markolet, también conocida como noche de los puentes, cuyo objetivo era destruir 11 puentes de conexión con los países árabes vecinos.

## Gestión del agua
La gestión de la escasez de agua en la cuenca del río Yarmouk se enfrenta a una serie de dificultades en las que se mezclan intrínsecamente parámetros de tipo político y climático. Por un lado, la población de las cuatro gobernaciones jordanas de la cuenca del río que bordean la frontera con Siria -Mafraq, Irbid, Gerasa y Ajlun- se ha duplicado en 20 años, entre 1997 y 2017, pasando de 639.992 habitantes a 1,53  millones de habitantes debido a la afluencia de refugiados sirio huyendo de la guerra en ese país. Ese aumento de población ha repercutido en la demanda de agua tanto para uso doméstico como para irrigación de cultivos, en un período marcado por grandes fluctuaciones de las precipitaciones anuales, el cambio climático y la prolongada sequía de las últimas décadas.
Jordania también considera que Siria ha violado el acuerdo bilateral de 1987 al construir más presas de las acordadas en el wadi Ruqqad y sus tributarios, mientras que Siria culpa al cambio climático. De hecho, como los dos países no comparten información ni sobre los flujos hidrológicos ni sobre la gestión del agua, en parte debido a la guerra civil siria, los investigadores tienen dificultades en distinguir entre los factores naturales y antropogénicos que afectan al régimen de flujos en la región.

## Protección medioambiental
En 2010, la Royal Society for the Conservation of Nature (RSCN) (Real Sociedad para la Conservación de la Naturaleza), una ONG encargada de preservar la biodiversidad y la naturaleza de Jordania, junto con el Integrated Ecosystem Management of the Jordan Rift Valley Project (IEM-JRV) (Proyecto de Gestión Integrada de Ecosistemas del Valle del Jordán), crearon el Yarmouk Protected Area (Área protegida del Yarmuk), también llamada Yarmouk Forest Reserve (Reserva Forestal del Yarmuk), un área protegida de 20,57 km². Los bosques constituyen 1 % del total del territorio jordano, y se considera que 85 % de los robles caducifolios (Quercus aegilops) del país se encuentran en la cuenca del Yarmuk.